# Humphrey Mulemba
Humphrey Mulemba (* September 1932 in Lusaka; † Februar 1998) war ein Politiker in Sambia. Er war einer der wichtigsten politischen Weggefährten von Kenneth Kaunda und Simon Kapwepwe.
Humphrey Mulemba besuchte das St. Canisius College in Lusaka. Er arbeitete im Kupferbergbau, wurde Gewerkschaftsmitglied und wurde Generalsekretär der General Workers Union. 1959 wurde er wegen politischer Aktivität von der britischen Kolonialregierung inhaftiert, ein Jahr später aber schon wieder entlassen. bei den Wahlen in Sambia 1964 errang er ein Mandat im Legislativrat und wurde zu dessen stellvertretenden Präsidenten (Speaker), was bis 1967 blieb, als er erst zum stellvertretenden und 1968 Kabinettsminister berufen wurde. Als solcher war er für die Provinz Luapula zuständig. Später war er Minister für Handel und Industrie sowie Minister für Bergbau.
Am 18. Februar 1981 bis 24. April 1985 wurde Humphrey Mulemba Generalsekretär der United National Independence Party, mithin der zweitmächtigste Mann in Sambia und so viel wie ein Vizepräsident. Er wurde von Grey Zulu abgelöst. Er selbst wechselte in den diplomatischen Dienst. Als sich das Ende dieser Diktatur abzeichnete, wurde er Mitglied im Movement for Multiparty Democracy, für das er bei den Wahlen in Sambia 1991 in die Nationalversammlung Sambias einzog. Er wurde unter Frederick Chiluba Minister für Bergbau. Er wurde als solcher im April 1993 entlassen. Er verließ die MMD-Fraktion sehr bald. Er wurde zunächst Mitglied der von Dean Mung'omba 1995 gegründeten Zambian Democratic Congress. Bei den Wahlen in Sambia 1996 trat er für die National Party als Präsidentschaftskandidat an und erzielte 6,66 Prozent der Stimmen. 1998 zog er sich aus gesundheitlichen Gründen aus der Politik zurück, obwohl ihn die NP sehr drängte, auf dem Parteitag 1998 aufzutreten, um die Abwanderung prominenter Mitglieder wie Emmanuel Kasonde und Arthur Wina aufzuhalten, die schon unter Kaunda politische Ämter bekleideten.
Humphrey Mulemba starb im Februar 1998. Er erhielt 1998 posthum den Orden Order of the Eagle of Zambia: second division.
| Personendaten    | Personendaten        |
| ---------------- | -------------------- |
| NAME             | Mulemba, Humphrey    |
| KURZBESCHREIBUNG | sambischer Politiker |
| GEBURTSDATUM     | September 1932       |
| GEBURTSORT       | Lusaka               |
| STERBEDATUM      | Februar 1998         |